# ملازم أول (بحرية)
القائد الملازم رتبة عسكرية للضباط في القوات البحرية وهو يعتبر ضابط تابع وضابط مكلف ورتبة الملازم في البحرية هي مكافئة لرتبة رائد في القوات البرية، يقوم دوره على تولي جزء محدد من السفينة الحربية وتوجيهها, وهي في التصنيف البحري للضباط أدنى من رتبة ملازم لذا فهي أدنى مرتبطة ينالها الضباط وأعلى رتبة لغير الآمرين.

## الرتب العربية

رتبة الكتف المصرية
رتبة الكم المصرية
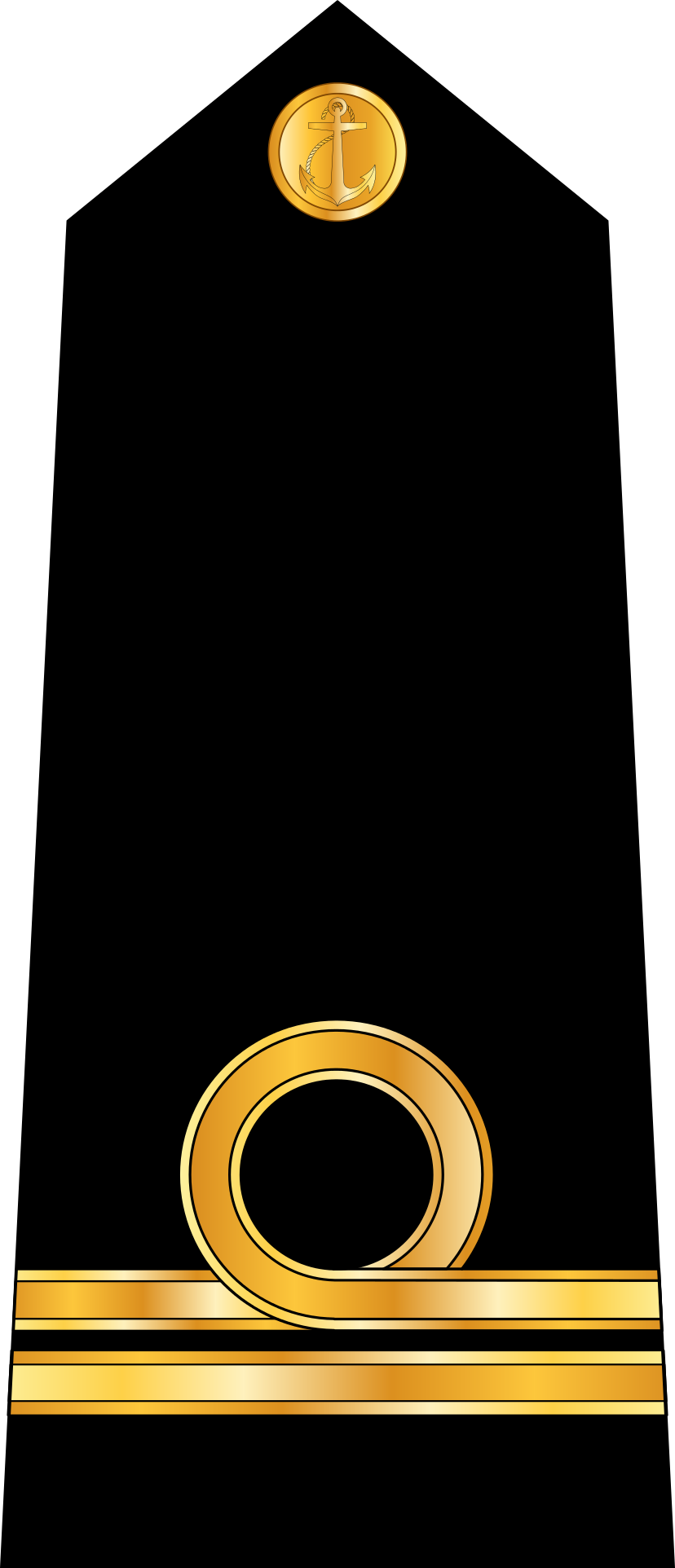
رتبتي الكتف والكم التونسيتين
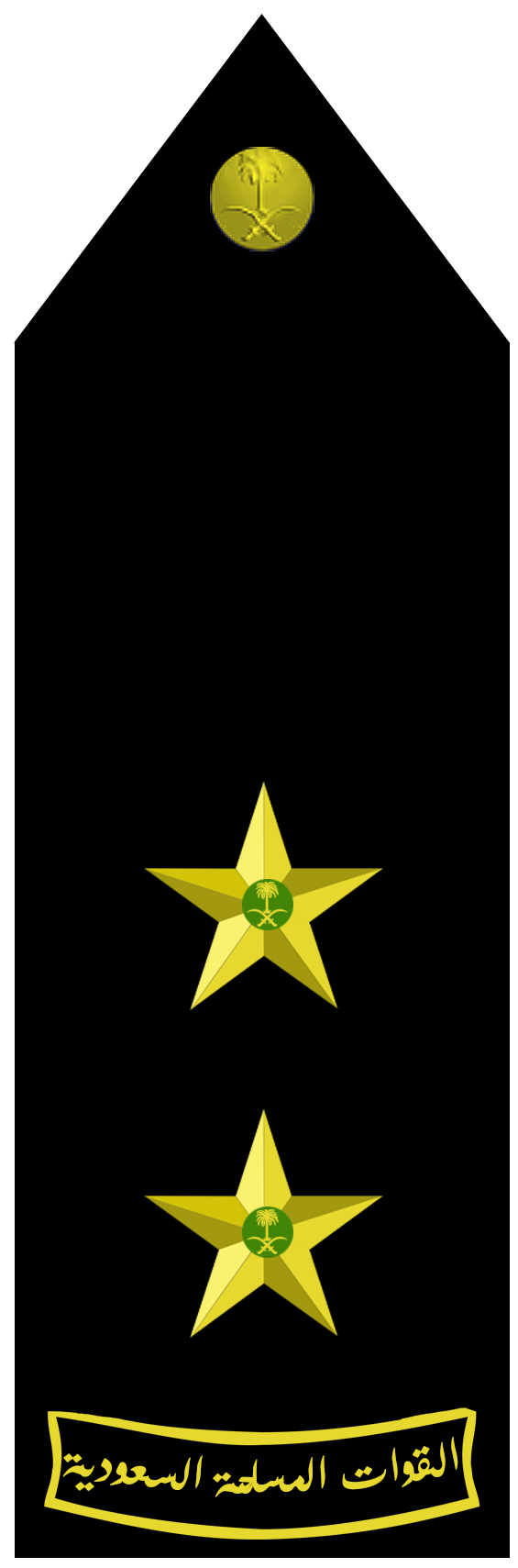
رتبة الكتف السعودية
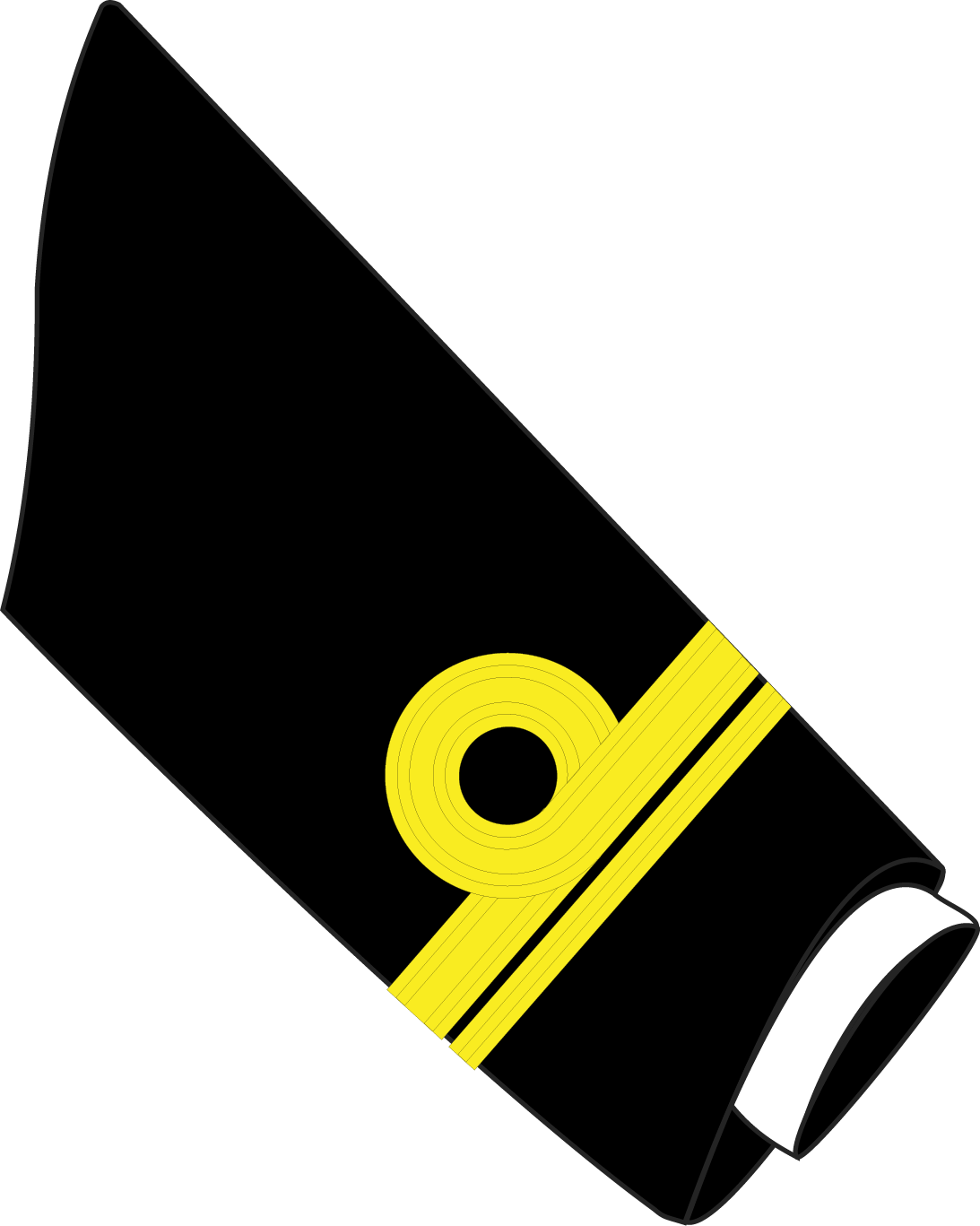
رتبة الكم السعودية
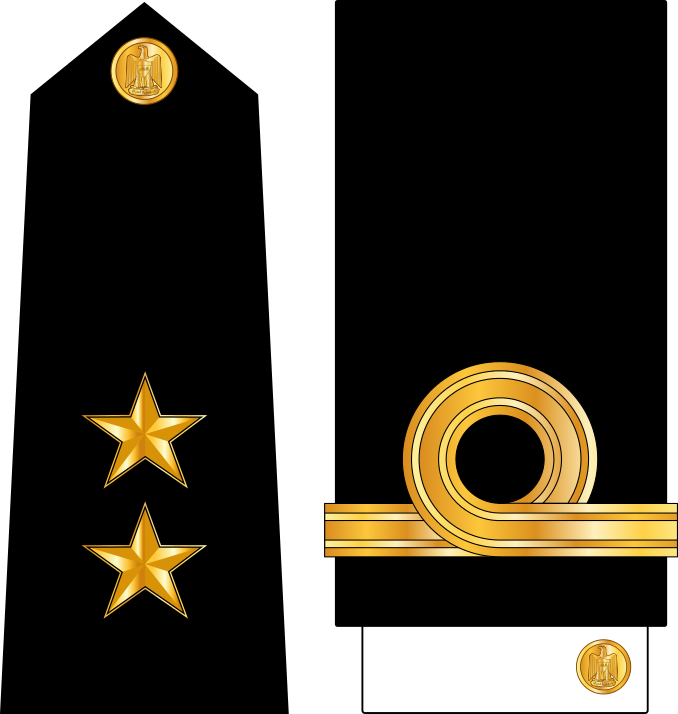
رتبتي الكتف والكم العراقيتين
رتبة الكتف اليمنية

## رتب أخرى غير عربية

الشريطة التي تعلق على الملازم الفرعي في بريطانيا